# Ambasciatori austriaci in Germania
L'ambasciatore austriaco in Germania è il primo rappresentante diplomatico dell'Austria (già del Sacro Romano Impero, dell'Impero austriaco e dell'Impero austro-ungarico) in Germania.
Durante l'esistenza del Sacro Romano Impero (sino al 1806) l'Austria istituì un'ambasciata dal 1662 col compito di relazionare l'imperatore alla Dieta imperiale (Reichstag) che si riuniva a Ratisbona. Dopo la formazione della Confederazione del Reno (1806-1813) e soprattutto dopo il Congresso di Vienna (1815), l'Impero austriaco istituì l'ambasciata austriaca presso la Confederazione Germanica (1815-1866), la quale rappresentava l'imperatore presso tutti i 35 stati sovrani della Germania e presso le quattro libere città presenti. Tale rappresentanza non si sovrapponeva alle singole ambasciate presso gli stati (che in molti casi furono mantenute), ma consentiva ad un rappresentante dell'imperatore di parlare per suo conto presso l'intero parlamento tedesco riunito. Dal 1815 al 1866 l'Austria inviò rappresentanti diplomatici al Bundestag della Confederazione Germanica, riunito a Francoforte sul Meno. 
Con la nascita dell'Impero tedesco nel 1871, la corte imperiale istituì la propria ambasciata in Germania, anche in questo caso senza far venir meno le precedenti ambascerie aperte, ma convertendo a nuova funzione quella di Berlino che sino a quel momento aveva fatto riferimento al solo stato della Prussia. Anche quest'ambasciata venne chiusa nel 1918 quando sia l'Austria che la Germania terminarono la loro esistenza come stati monarchici.
La rappresentanza diplomatica tra Germania e Austria riprese con la costituzione delle rispettive repubbliche democratiche e terminò ufficialmente con il 1938 quando l'Austria venne assorbita dalla Germania con l'Anschluss. Dopo la seconda guerra mondiale, le relazioni diplomatiche tra Austria e Germania ripresero solo nel 1950 e solo con la Repubblica Federale Tedesca, mentre l'Austria non ebbe rappresentanza diplomatica presso la Repubblica Democratica Tedesca. Col crollo del muro di Berlino nel 1989, l'Austria riprese la propria regolare rappresentanza diplomatica con la Germania riunita.

## Impero austriaco
- 5 ottobre-15 dicembre 1815: Franz Joseph von Albini
- 1815-1823: Johann Rudolf von Buol-Schauenstein
- 1823-1848: Joachim Eduard von Münch-Bellinghausen
- 12 marzo-14 maggio 1848: Franz von Colloredo-Wallsee
- 14 maggio-settembre 1848: Anton von Schmerling
- 1848-1850: Karl Ludwig von Bruck
- 1850-1853: Friedrich von Thun und Hohenstein
- 1853-1855: Anton von Prokesch-Osten
- 1855-1859: Bernhard von Rechberg
- 1859-1865: Alois Kübeck von Kübau
- 1865-1866: Alajos Károlyi

1866-1871: Interruzione delle relazioni diplomatiche

## Impero austro-ungarico
- 1871-1878: Alajos Károlyi
- 1878-1892: Emmerich Széchényi
- 1892-1914: Ladislaus von Szögyény-Marich
- 1914-1918: Gottfried zu Hohenlohe-Schillingsfürst
- 1918-1920: Ludwig Moritz Hartmann

## Repubblica austriaca
- 1921-1925: Richard Riedl
- 1925-1932: Felix Frank
- 1932-1933: Josef Meindl
- 1933-1938: Stephan Tauschitz

1938-1950: Interruzione delle relazioni diplomatiche
- 1950-1953: Josef Schöner
- 1953-1954: Heinrich Schmid
- 1954-1956: Adrian Rotter
- 1958-1966: Josef Schöner
- 7 febbraio - 1º maggio 1966: Karl Gruber
- 1966-1970: Rudolf Ender
- 1970-1977: Willfried Gredler
- 1977-1983: Franz Pein
- 1983-1986: Willibald Pahr
- 1986-1991: Friedrich Bauer
- 1991-1993: Herbert Grubmayr
- 1993-1997: Fritz Hoess
- 1998-2002: Markus Lutterotti
- 2003-2009: Christian Prosla
- 2009-2015: Ralph Scheide
- 2015-2017: Nikolaus Marschik
- Dal 2017: Peter Huber